# Victor Edvardsen
Victor Edvardsen (Göteborg, 1996. január 14. –) svéd válogatott labdarúgó, a Go Ahead Eagles csatára.

## Pályafutása

### Klubcsapatokban
Edvardsen a svédországi Göteborg városában született. Az ifjúsági pályafutását a helyi Göteborg akadémiájánál folytatta.
2015-ben mutatkozott be az Utsikten felnőtt keretében. 2015 és 2019 között a norvég Elverum és a svéd Stenungsund, Oddevold és Karlstad csapatát erősítette. 2020-ban a másodosztályban szereplő Degerforshoz igazolt. A 2020-as szezonban feljutottak az Allsvenskanba. 2022. január 8-án négyéves szerződést kötött a Djurgården együttesével. 2022. április 4-én, a Degerfors ellen hazai pályán 3–1-es győzelemmel zárult bajnokin debütált és egyben megszerezte első góljait is a klub színeiben. 2023 nyarán a holland Go Ahead Eagles szerződtette.

### A válogatottban
Edvardsen 2023-ban debütált a svéd válogatottban. Először a 2023. január 12-ei, Izland ellen 2–1-re megnyert mérkőzésen lépett pályára.

## Statisztikák
2022. november 6. szerint
| Klub       | Szezon   | Osztály     | Bajnokság | Bajnokság | Kupa  | Kupa | Nemzetközi | Nemzetközi | Összesen | Összesen |
| Klub       | Szezon   | Osztály     | Meccs     | Gól       | Meccs | Gól  | Meccs      | Gól        | Meccs    | Gól      |
| ---------- | -------- | ----------- | --------- | --------- | ----- | ---- | ---------- | ---------- | -------- | -------- |
| Degerfors  | 2020     | Superettan  | 29        | 16        | 0     | 0    | —          | —          | 29       | 16       |
| Degerfors  | 2021     | Allsvenskan | 29        | 14        | 4     | 2    | —          | —          | 33       | 16       |
| Degerfors  | Összesen | Összesen    | 58        | 30        | 4     | 2    | 0          | 0          | 62       | 32       |
| Djurgården | 2022     | Allsvenskan | 28        | 9         | 5     | 2    | 12         | 4          | 45       | 15       |
| Összesen   | Összesen | Összesen    | 86        | 39        | 9     | 4    | 12         | 4          | 107      | 47       |

### A válogatottban
| Válogatott | Év       | Pályára lépés | Gól |
| ---------- | -------- | ------------- | --- |
| Svédország | 2023     | 1             | 0   |
| Összesen   | Összesen | 1             | 0   |

## Sikerei, díjai
Degerfors
- Superettan
  - Feljutó (1): 2020

 Djurgården
- Allsvenskan
  - Ezüstérmes (1): 2022

 Go Ahead Eagles
- Holland Kupa
  - Győztes (1): 2024–25